# Castello di San Fabiano
Il castello di San Fabiano è un edificio storico, già fortificato, situato a Monteroni d'Arbia, nella provincia di Siena, in Toscana.

## Storia
Citato già come curtis presso la chiesa di San Fabiano in un documento dell'867 d.C., venne donato dal conte di Siena Guinigi al suo monastero di San Salvatore a Fontebona. Nel Duecento esisteva qui un borgo che si costituì come un piccolo libero Comune. Almeno dal Quattrocento appartenne ai Forteguerri.

## Descrizione

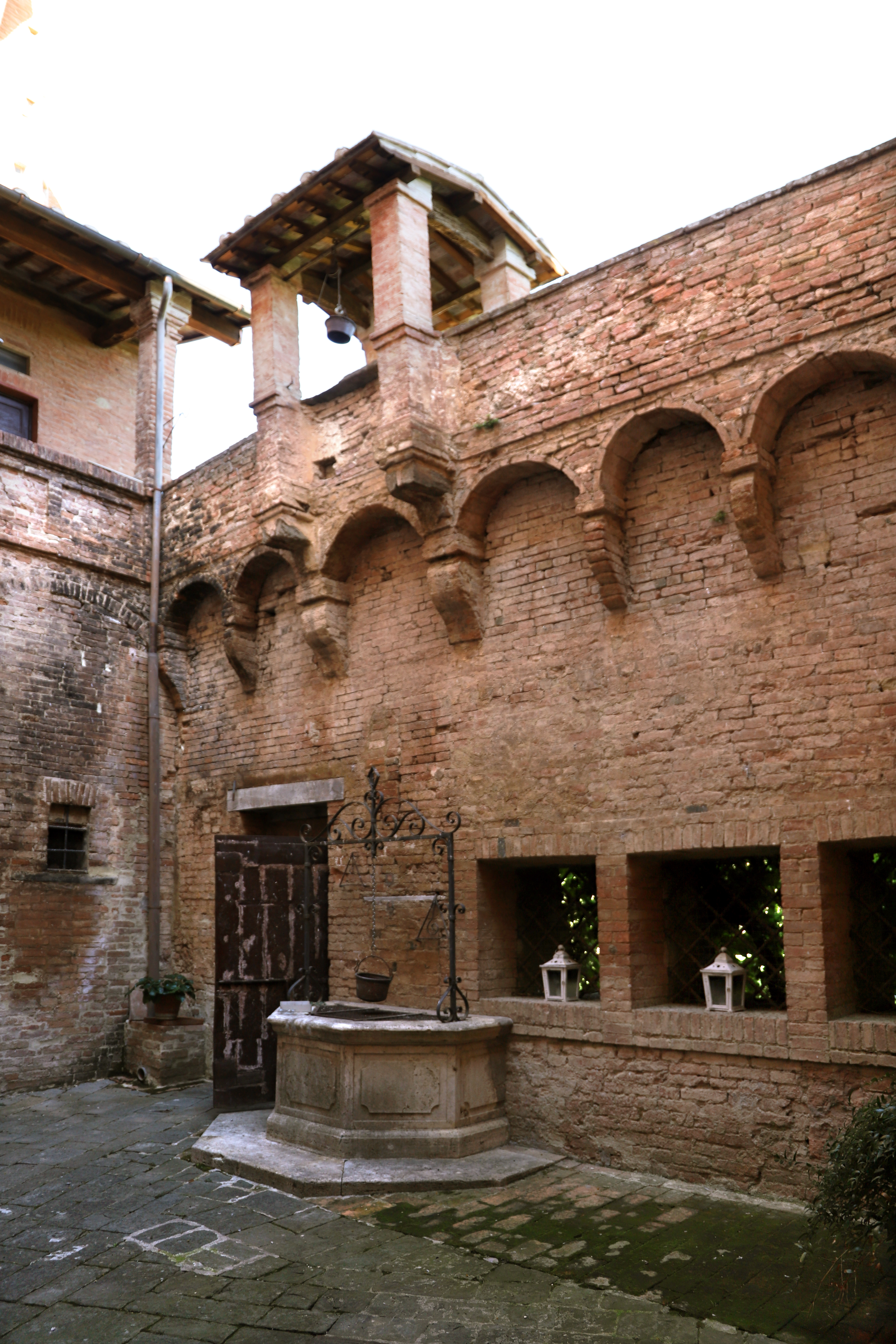
Il cortile

L'edificio attuale è frutto di varie edificazioni. La parte più antica è composta dal torrione a base rettangolare, coronato da archetti ciechi trilobi su mensole a piramide rovesciata; al di sopra, tra una perlatura composta dai laterizi, corre una fila di finestre ad arco ribassato e la copertura da tetto a padiglione; sul corpo cono più rade le finestre, che originariamente erano ad arco. Sotto di esso si trova un corpo più basso, con base a scarpa, e con una torre d'angolo medievale, ma dalla cronologia incerta. Le due torrette che coronano il torrione sono invece due aggiunte settecentesche. Entro la parte fortificata si trova anche un cortile con pozzo, porticato su un lato.
Addossato a questo edificio si trova poi un secondo corpo, perpendicolare, destinato a scuderia e magazzino. Nello spiazzo antistante si trova un ampio cortile tenuto a prato, con alcuni limoni in vaso. Più avanti, sul lato sud, il corpo principale prospetta, con una loggetta, terrazza e scala esterna, su un altro slargo del giardino, circondato da siepi di bosso, cipressi e altre essenze arboree.
Sul lato nord invece si trova il borgo agricolo, incentrato attorno alla chiesetta di San Fabiano.